# This Is Heaven
«This Is Heaven» —en español: Esto es el cielo— es una canción del cantante estadounidense Nick Jonas. Fue lanzado como el segundo sencillo de su cuarto álbum de estudio Spaceman el 4 de marzo de 2021. Fue escrito por Nick Jonas, Greg Kurstin y Maureen McDonald.

## Antecedentes
Jonas soltó por primera vez pistas sobre su próximo álbum en sus redes sociales a principios de febrero de 2021. En una entrevista con Zane Lowe de Apple Music, Jonas compartió que todas las canciones de su próximo álbum, Spaceman, están escritas para su esposa.

## Recepción de la crítica
Daffany Chan, de Elite Daily llamó a la canción una pista con infusión de R&B que es una oda a un amante que está repleta de letras de ensueño. En una reseña del álbum, David de auspOp describió la canción como "magia pop" diciendo "Es puro pop, no hay funciones ni versiones remezcladas, es un éxito de corte limpio".

## Video musical
La película dirigida por Daniel Broadley comienza con Jonas mientras escribe líneas en una máquina de escribir sobre un hombre espacial cuyo jetpack se enciende y lo lanza hacia el cielo. La escena escrita que describe es donde terminó el video de «Spaceman». Si bien Jonas ya no está varado en el espacio en el nuevo video, todavía está aislado durante la mayor parte del clip. Vaga por pasillos vacíos y un bosque solo mientras canta sobre estar en el cielo cuando está con la persona que ama. Para las animadas escenas del coro, ya no está solo, ya que un coro y una banda brindan respaldo en una catedral brillante.

## Espectáculos en vivo
El 20 de febrero de 2021, se anunció que aparecería en Saturday Night Live el 27 de febrero para presentar su nuevo sencillo. La actuación incluyó el sencillo «Spaceman» y el segundo sencillo del álbum «This Is Heaven».

## Posicionamiento en listas
| Listas (2021)                   | Mejor posición |
| ------------------------------- | -------------- |
| República Checa (Rádio Top 100) | 28             |
| Canadá CHR/Top 40 (Billboard)   | 45             |
| Hungría (Rádiós Top 40)         | 12             |

## Historial de lanzamientos
| Región | Fecha              | Formatos                   | Etiqueta | Ref. |
| ------ | ------------------ | -------------------------- | -------- | ---- |
| Varios | 4 de marzo de 2021 | Descarga digital streaming | Island   |      |